# Cakewalk
Na música, o cakewalk é um estilo de dança tradicional afro-americano, criado pelos escravizados-norteamericanos na região sul dos Estados Unidos da América como uma satírica das danças formais européias. Traduzido literalmente como "passo do bolo", pois um bolo, ou pedaços deste, eram oferecidos como prêmios para os melhores dançarinos, pois era um produto raro entre os escravos, e a dança assim recebeu o seu nome de cake (bolo) walk (passo).
A música foi adotada para várias obras de musicistas brancos. A dança envolveu também a língua americana e gírias, como a piece of cake (um pedaço de bolo), que expressa algo simples, surgiu após as competições apesar dos intricandos passos de danças.

## História
A dança foi inventada como uma paródia satírica das danças formais existentes na Europa, que eram preferidas pelos donos de escravos, e assim mostram imitações exageradas dessas danças europeias, combinadas com passos tradicionais africanos. Uma forma comum do cakewalk era um casal de escravos (um homem e uma mulher com os braços unidos) em fila num círculo, dançando para frente alternadamente com uma série de pequenos pulos com uma outra série de altos passos em forma de chute. Os figurinos usados para o cakewalk normalmente incluíam largas e exageradas gravatas borboletas, casacos, bengalas, e cartolas.
As danças dos escravos eram populares passatempos entre os donos de escravos, envolvendo competições de domingo feitas para entrenimento. Continuando mesmo após a Guerra Civil Americana, quando ocorreu a libertação dos escravos, mantendo a tradição entre os afro-americanos sulistas e gradualmente movendo sua popularidade ao norte. A música de um ritmo leve tornou uma força nacional em busca da música atual americana no final do século, e cresceu em complexidade e a sofisticação envolveu para o ragtime no meio da década de 1890.
A música foi adotada para várias obras de musicistas brancos, incluindo John Philip Sousa, Alberto Nepomuceno e Claude Debussy; este tendo escrito Golliwog's Cakewalk como o movimento final da sua suíte Children's Corner em 1908.
A dança envolveu também a língua americana e gírias conhecidas até hoje, a piece of cake (um pedaço de bolo), usada para se dizer de algo simples, algo fácil de fazer e prazeroso, surgiu após as competições apesar dos intricandos passos de danças. Até mesmo o termo cakewalk significa algo fácil, feito sem esforço.

## ligações externas
- Britannica Pequeno artigo sobre cakewalk (em inglês)
- Street Swing Um artigo mais detalhado sobre a dança. (em inglês)
- «O jazz das big-bands e o swing dancing»
- Lindy Hop: o nascimento das swing dances